# Fredrik Wallin
Fredrik Wallin (Friedrich Wahlin), född 1731 i Varnhems socken, Västergötland, död 1798 i Hjo, var en svensk handelsman, målarmästare, kyrkomålare och vice rådman.
Han var son till skogvaktaren Olof Wallin och Christina Warnberg och gift med Christina Margaretha Wennerström samt bror till Johan Wallin. Han ansöker 1760 hos Göteborgs Målareämbete om mästarvärdigheten för att slå sig ner i Hjo som landmästare. Hans ansökan beviljas och han är därefter verksam som målarmästare och kyrkomålare i trakterna kring Hjo. Han var en flitigt anlitad kyrkomålare och tillhörde liksom sin bror i det som eftervärlden och Hanna Hegardt har namngivit som Vartoftaskolan. Han dekorationsmålade Solberga kyrka 1760 och 1756–1677 utsmyckade han i olika etapper Värsås kyrka där endast fragmentariska delar finns bevarade. Tillsammans med Johan Sahlgren dekorationsmålade han Edåsa kyrka 1777, där man har målat scener med Syndafallet, Jehovatecknet och Fanbärade lammet. Dessa målningar är till största delen bevarade. 